# Eiga monogatari

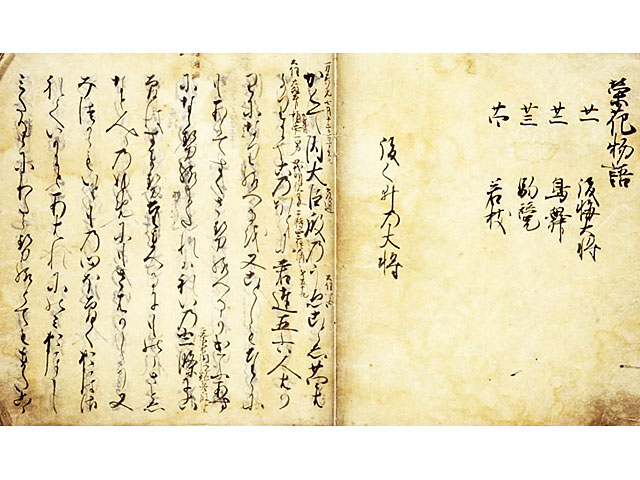
Eiga Monogatari

El Eiga Monogatari (栄花物語, trad., Historia de esplendor) es un monogatari japonés, o epopeya, que relata eventos en la vida del cortesano Fujiwara no Michinaga. Se cree que fue escrito por varios autores, a lo largo de aproximadamente un siglo, desde el 1028 hasta el 1107.
Es notable por dar altos créditos a la familia Fujiwara, especialmente a Michinaga.
El monogatari sirve como una secuela del Rikkokushi, y habla sobre la vida y las hazañas de Michinaga y su familia. La primera parte, treinta volúmenes que detallan el período desde el reinado del Emperador Uda hasta la muerte de Michinaga, se cree que fue escrita entre el 1028 y el 1034 por Akazome Emon y/o Fujiwara no Tamenari. La segunda parte, diez volúmenes que cubren el reinado del Emperador Horikawa, generalmente se atribuye a Dewa no Ben, quien habría escrito entre el 1092 y el 1107. Los cuarenta rollos que componen el texto están escritos completamente en kana e incluyen muchos extractos de diarios y notas de las damas de la corte. Veintiocho de estos rollos están dedicados al gobierno de Michinaga, mientras que los doce restantes se refieren a temas relacionados, incluidos otros aspectos de su vida y la vida de su familia.
El trabajo fue traducido al inglés por William H. y Helen Craig McCullough en 1980.